# Madeleine Harris
Madeleine Harris (Londres, Inglaterra, 28 de abril de 2001) es una actriz británica que interpretó a Judy Brown en la película de 2014 Paddington y en sus secuelas: Paddington 2 (2017) y Paddington in Peru (2024). Harris también es conocida por haber interpretado a Karen en la comedia británica Man Down.

## Biografía y carrera
Comenzó a trabajar como actriz en 2012, en la serie de televisión dramática británica sobre médicos Casualty, interpretando a Izzy Forrester. Participó en las miniseries de televisión de BBC One Me and Mrs Jones y The White Queen. En 2013, interpretó a Hetty en un episodio de la serie británica de terror y comedia dramática Being Human. En 2014, 2017 y 2024, trabajó en las tres películas del Oso Paddington como Judy Brown. De 2013 a 2016, interpretó a Karen en la comedia británica Man Down.
Harris ha compaginado su formación con el trabajo de actriz, al tiempo que desarrollaba otras facetas artísticas.

## Filmografía

### Películas
- Paddington (2014) - Judy Brown
- Paddington 2 (2017) - Judy Brown
- Paddington in Peru (2024) - Judy Brown

### Televisión
| Año       | Título                   | Papel                     | Notas                    |
| --------- | ------------------------ | ------------------------- | ------------------------ |
| 2012      | Casualty                 | Izzy Forrester            | 2 episodios              |
| 2012      | The Charles Dickens Show | Betsy                     | 1 episodio               |
| 2012      | Me and Mrs Jones         | Poppy                     | Miniserie                |
| 2013      | Being Human              | Hetty                     | 1 episodio               |
| 2013      | The Psychopath Next Door | Katie Moran               | Película para televisión |
| 2013      | The White Queen          | Princesa Margaret de York | 2 episodios              |
| 2013-2016 | Man Down                 | Karen                     | 14 episodios             |
| 2016      | Father Brown             | Milly Le Broc             | 1 episodio               |